# The Best of Black Sabbath
The Best of Black Sabbath es un disco doble compilado de la banda de heavy metal Black Sabbath, compuesto casi en su totalidad por temas de la formación clásica de la banda.

## Contexto
Fue lanzado en el 2000, siendo uno de los compilados que se lanzarían por la reunión de la formación original de la banda.
Se compone de 32 canciones, en la cual las primeras 29 son de los primeros 8 álbumes de la banda (lo cual ocupa todo el disco 1 y los primeros 13 temas del disco 2), es decir, de la era Ozzy - Geezer - Bill - Iommi (formación clásica); las últimas 2 son de la era Dio (o también llamada era Heaven And Hell, debido al actual rumbo que tomó la banda, y al primer y más famoso de los 3 discos en los cuales participaría Dio) y la última canción es de la banda junto al cantante de Deep Purple, Ian Gillan, quien grabó las voces del disco Born Again; debido a que luego de la separación de la banda con Ozzy Osbourne, Black Sabbath no se pudo mantener con un cantante fijo durante mucho tiempo, teniendo constantes cambios en las voces, como también en la batería.

## Canciones

### Disco 1
1. "Black Sabbath" (Iommi/Butler/Osbourne/Ward), de Black Sabbath
2. "The Wizard", de Black Sabbath
3. "N.I.B.", de Black Sabbath
4. "Evil Woman (Don't Play Your Games With Me)" (Larry Weigand), de Black Sabbath
5. "Wicked World", de Black Sabbath
6. "War Pigs", de Paranoid
7. "Paranoid", de Paranoid
8. "Planet Caravan", de Paranoid
9. "Iron Man", de Paranoid
10. "Electric Funeral", de Paranoid
11. "Fairies Wear Boots", de Paranoid
12. "Sweet Leaf", de Master of Reality
13. "Embryo" (Iommi), de Master of Reality
14. "Children of the Grave", de Master of Reality
15. "Lord of This World", de Master of Reality
16. "Into the Void", de Master of Reality

### Disco 2
1. "Tomorrow's Dream", de Vol. 4
2. "Supernaut", de Vol. 4
3. "Snowblind", de Vol. 4
4. "Sabbath Bloody Sabbath", de Sabbath Bloody Sabbath
5. "Killing Yourself to Live", de Sabbath Bloody Sabbath
6. "Spiral Architect", de Sabbath Bloody Sabbath
7. "Hole in the Sky", de Sabotage
8. "Don't Start (Too Late)", de Sabotage
9. "Symptom of the Universe", de Sabotage
10. "Am I Going Insane (Radio)", de Sabotage
11. 1"Dirty Women", de Technical Ecstasy
12. "Never Say Die", de Never Say Die!
13. "A Hard Road", de Never Say Die!
14. "Heaven and Hell" (Dio/Butler/Ward/Iommi), de Heaven and Hell
15. "Turn Up the Night" (Dio/Butler/Iommi), de Mob Rules
16. "The Dark/Zero the Hero" (Gillan/Butler/Ward/Iommi), de Born Again